# اورخوو (سرزمین آلتای)
اورخوو (به لاتین: Orekhovo) یک منطقهٔ مسکونی در روسیه است که در سرزمین آلتای واقع شده‌است.